# Луїс I
Луїс I (ісп. Luis I; 25 серпня 1707 — 31 серпня 1724) — король Іспанії з 9 лютого по 31 серпня 1724 року. Походив з династії Бурбонів. Син Філіпа V. Помер від натуральної віспи.

## Ранні роки

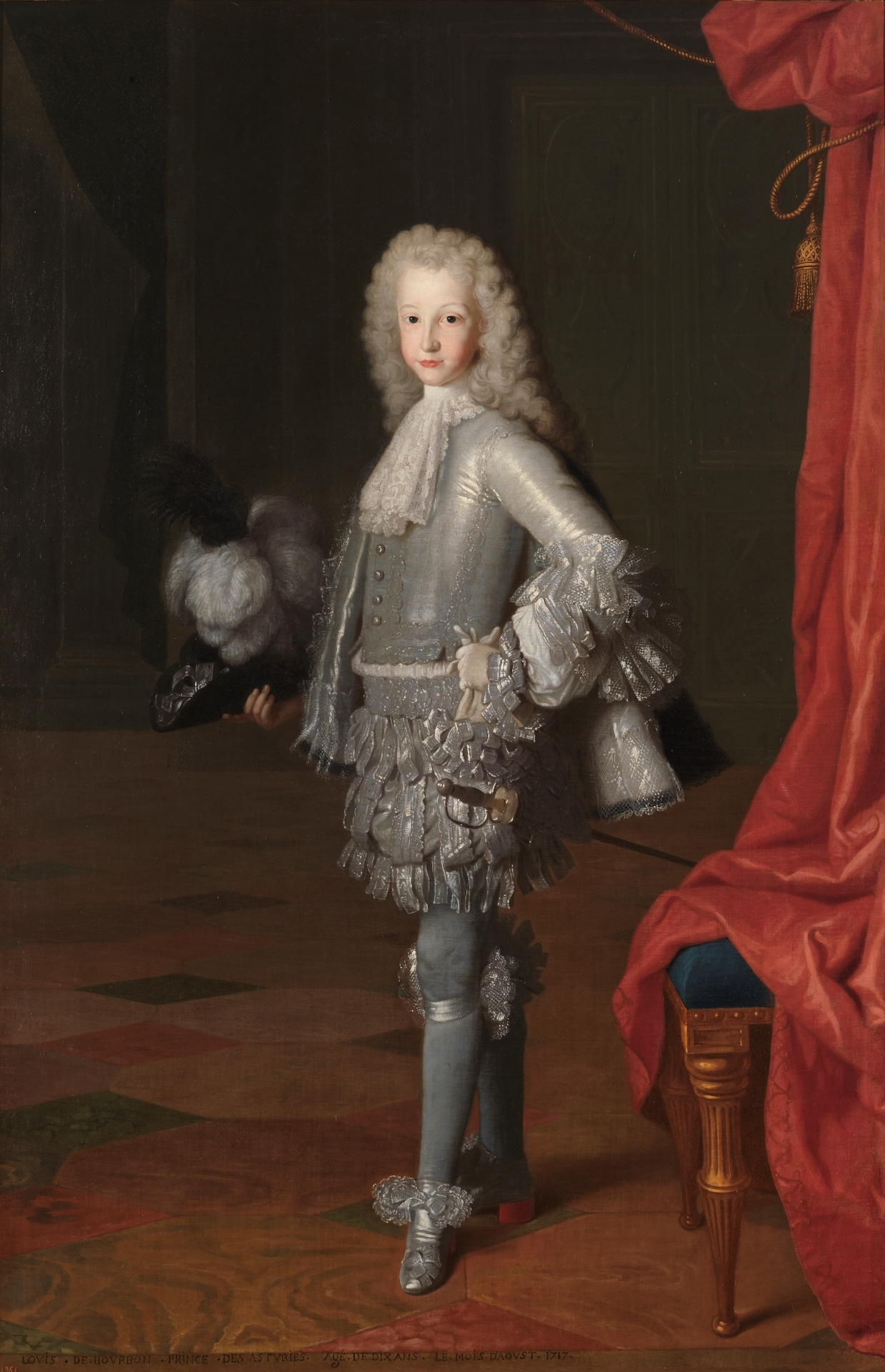
Принц Луїс у віці 10 років. Робота Мішеля-Анжа Уасса, 1717

Луїс народився 25 серпня 1707 року в палаці Буен Ретіро в Мадриді й був старшим сином тодішнього іспанського короля Філіпа V та королеви Марії Луїзи Габріелли Савойської. Ім'я новонародженому інфантові дали на честь його дідуся по батьковій лінії — короля Франції Людовика XIV.
На момент народження Луїс уже був наступником престолу Іспанії. Проте титул принца Астурійського, який традиційно надавали іспанським престолонаступникам, надали Луїсові тільки у квітні 1709 року. У 1714 році, коли принцові було сім, померла його мати, залишивши його та братів Фернандо й Феліпе Педро. 24 грудня 1714 року батько Луїса одружився вдруге — з Єлизаветою Фарнезе, молодою наступницею престолу герцогства Парма.

## Шлюб
Оскільки Луїс був наступником не тільки Іспанської імперії, а й нової династії Іспанських Бурбонів, було вирішено якомога швидше одружити його. 20 січня 1722 року в місті Лерма принц зустрівся та одружився із Луїзою Єлизаветою Орлеанською — дочкою Філіппа II, герцога Орлеанського та регента при молодому королю Людовику XV, та позашлюбної дочки короля Людовика XIV Франсуази-Марі. Придане шлюбу склало близько 4 млн ліврів.

## Король Іспанії
Поразки у внутрішній політиці та складна внутрішня ситуація спонукали короля Філіпа V, батька Луїса, зректися престолу на користь сина. Луїс правив Іспанією протягом короткого періоду від зречення батька (14 січня 1724) до своєї смерті від віспи (31 серпня). Король Філіп надіслав синові листа, в якому інформував його про своє рішення. У документі Філіп називав сина «великим королем». Луїс надіслав листа у відповідь, в якому подякував батькові; лист був підписаний «принц Астурійський».
Подружні проблеми короля Луїса I супроводжували його протягом усього правління. Батько стежив за сином із палацу в Сан-Ільдефонсо. Щоб зменшити вплив батька на себе, Луїс оточив себе чиновниками, що не служили при Філіпові V. У зовнішній політиці Луїс I більше уваги приділяв американським колоніям Іспанії, ніж втраті територій в Італії.
У серпні 1724 року Луїс I важко захворів. 31 серпня він помер від віспи. Після цього Філіп V повернувся на престол і правив до своєї смерті в 1746 році. Короля поховали в Королівській крипті в монастирі Ескоріал.

## Особисте життя
Луїс був високим, худим і білявим. Його вважали непривабливим, схожим на його діда по материнській лінії, Віктора Амадея II Сардинського. Окрім цього, у Луїса були слабкі руки, що підкреслювало його делікатність.
Про особистість Луїса відомо небагато. За словами Вісенте Бакаллара, маркіза де Сан-Феліпе, він був «надзвичайно ліберальним, великодушним і прагнув зробити так, щоб люди почувалися комфортно поруч із ним». Однак ні його свобода як короля, ні шляхетність не затьмарювали його потужної релігійності. Деякі інші сучасники зазначали, що Луїс успадкував розум і чарівність від батька, а моральність і покірність від матері.
Окрім цих якостей, багато хто стверджував, що Луїс також успадкував сексуальну привабливість свого батька. Ймовірно він був бісексуалом, а його першим партнером — слуга з Версаля. Історики вважають, що Лакотт, слуга Луїса, який мав репутацію педофіла, був посланий до іспанського королівського двору, щоб спокусити принца, чия імпотенція була відомою. В. Кларк пише: «Іспанський спадкоємець захоплювався як хлопцями, так і дівчатами під час вечірок, які він влаштовував, граючи в еротичні ігри з обома статями». На вулицях Мадрида співали пісню про сексуальне життя Луїса: «Палкий, як його мати, хтивий, як його батько, полум'яний, як його мачуха, і онаніст, як педофіл».